# 土橋亭里う馬 (7代目)
7代目 土橋亭 里う馬（どきょうてい りゅうば、弘化3年9月（1846年） - 大正9年（1920年）5月21日）は東京の落語家。本名、村松 新三郎。
江戸両国米沢町生まれ。若くして天狗連に入り猿若町の市村座などの木戸芸者（劇場の入口で役者の声色などの芸をしながら、劇の案内や宣伝をする職員）鶴八（または鶴寿）と名乗る。木戸芸者を辞めて3代目金原亭馬生？（山亭馬久二とも、多説あり）に弟子入りし馬圓。旅回りを長期の間続ける。
転機がおとずれたのが、1887年（明治20年）頃。新潟での巡演中、三遊亭圓朝門人の2代目橘家圓太郎が1879年の火事で死に無縁仏となっていたのを手厚く供養した。その事が圓朝に知れ、圓朝は新潟に赴き盛大な法事を行い、お礼に馬圓を一門に加え三遊亭圓新の名を与えたのである。
以後は東京で活躍。講釈ネタなど珍しい演目が多く、淡々と語る芸はかなりの力量であったという。1897年（明治30年）頃、4代目三遊亭圓生門で7代目司馬龍生。1902年（明治35年）10月、7代目土橋亭里う馬を襲名した。色黒なので「黒の里う馬」と呼ばれた。
1920年、死去。